# Горњи Сврачак
Горњи Сврачак (алб. Sfaraçak i Epërm) је насеље у општини Вучитрн на Косову и Метохији. Према попису становништва на Косову 2011. године, село је имало 353 становника.. Самостално је село, а налази се у долини Самодрешке реке измећу Самодреже и Ропице.

## Порекло становништва по родовима
Горњи Сврачак је постао као колонија измећу 1920. и 1932. године.
Колонисти
из Србије
- Милошевић (2 к.) 1920. из Микуљана у Топлици.
- Јанковић (1 к.) 1921. из Марковца у Шумадији.
- Марковић (2 к.) 1924. из Јабланице.
- Вујовић (2 к.), Булатовић (1 к.) и Радовановић (1 к.) 1921. из Јабланице, а старином из Црне Горе;

из Хрватске
- Рапајић (3 к.) 1922. из Крбавице (Крбавско поље).
- Дерикрава (2 к.) 1922. и Жигић (1 к.) 1932. из Коренице (Крбавско поље).
- Димић (1 к.) 1922. и Стоисављевић (2 к.) 1923. из В. Попине (Грачац, Лика).

## Демографија
| Демографија | Демографија | Демографија |
| Година      | Становника  | Становника  |
| ----------- | ----------- | ----------- |
| 1948.       | 155         |             |
| 1953.       | 171         |             |
| 1961.       | 177         |             |
| 1971.       | 191         |             |
| 1981.       | 212         |             |
| 1991.       | 211         |             |
| 2011.       | 353         |             |